# Тунстрём, Ёран
Таге Ёран Тунстрём (14 мая 1937 года, Карлстад — 5 февраля 2000 года, Стокгольм) — шведский писатель. С 1964 года был женат на художнице Лене Кронквист, отец режиссёра Линуса Тунстрёма.

## Биография
Тунстрём вырос в посёлке Сунне в Вермланде. Действие большинства из его романов частично или полностью происходит в этих местах. Вероятно, наибольшую известность Тунстрёму принесла книга «Рождественская оратория», изданная в 1983 году, по которой снят фильм в 1996 году.
В 50-х годах он жил на греческом острове Идра, где подружился с певцом, поэтом и писателем Леонардом Коэном и норвежским писателем Акселем Енсеном.
Среди прочего Тунстрём принимал участие в Международном Поэтический Фестивале в Осло и получил Литературную премию газеты Aftonbladet в 1975 году.
В последующие годы он жил попеременно на даче на островах Костер на западном побережье Швеции и в квартире в Сёдермальме в Стокгольме. Тунстрём ушёл из жизни 5 февраля 2000 года после продолжительной болезни. Он похоронен у церкви в родном Сунне.
На русский язык были переведены книги: Сияние (Издательство «Текст», 2001), Рождественская оратория (Издательство «Текст», 2003), Послание из пустыни (Издательство «Текст», 2004).

## Избранная библиография
- 1958 — Inringning
- 1960 — Två vindar
- 1961 — Karantän
- 1962 — Nymålat
- 1962 — Maskrosbollen
- 1964 — Familjeliv
- 1965 — Om förtröstan
- 1966 — De andra de till hälften synliga
- 1969 — Samtal med marken
- 1971 — Granodlarna Wikmansson
- 1973 — De heliga geograferna
- 1974 — Stormunnens bön
- 1975 — Svartsjukans sånger
- 1975 — Guddöttrarna
- 1976 — Sandro Botticellis dikter
- 1976 — Prästungen
- 1978 — Dikter till Lena
- 1978 — Mitt Indiska ritblock (вместе с Леной Кронквист)
- 1978 — Послание из пустыни
- 1980 — Sorgesånger
- 1983 — Рождественская оратория
- 1984 — Indien — en vinterresa
- 1985 — Hallonfallet (издана до этого в 1967 году под псевдонимом Paul Badura Mörk)
- 1986 — Tjuven
- 1987 — Chang Eng
- 1987 — Det sanna livet
- 1993 — Under tiden
- 1994 — Bakhållet vid Fort Riverton
- 1996 — Сияние
- 1996 — En prosaist i New York
- 1998 — Berömda män som varit i Sunne
- 2000 — Att uppfinna ett århundrade
- 2000 — Krönikor
- 2003 — Försök med ett århundrade (издана посмертно)

## Награды и достижения
Стипендия Фрёдинга вручаемая ландстингом (правительством) Вермландского лена 1969
- получил Литературная премия газеты Aftonbladet 1975
- Медаль BMF 1976
- Литературная премия газеты Дагбладет 1976
- Медаль BMF 1983
- Литературная премия Северного Совета 1984 (за  Рождественскую ораторию )
- Большая премия Общества поддержки литературы за роман 1984
- Медаль BMF 1986
- Литературная премия Общества Сельмы Лагерлёф 1987
- Премия "Аниары" 1987
- Большая премия Общества девяти 1992
- Августовская премия 1998 (за Berömda män som varit i Sunne)
- Премия Тегнера 1999